# 가타비라노쓰지역
가타비라노쓰지역(일본어: 帷子ノ辻駅, かたびらのつじえき)은 일본 교토부 교토시 우쿄구에 있는 게이후쿠 전기 철도의 역이다. 게이후쿠 아라시야마 본선과 기타노 선 2노선의 환승역으로, 역 번호는 A8이다.
부근의 지명은 "우즈마사카타비라가쓰지초(太秦帷子ケ辻町)"이지만, 역명 "가타비라노쓰지"의 표기에는 "ケ" 아닌 "ノ"를 이용한다.

## 역사
- 1926년 3월 10일: 교토 전등이 운영하는 아라시야마 전철 기타노 선의 가오슌구(현재의 우타) ~ 가타비라노쓰지 간 개통 시에 영업 개시, 본 역에서 본 전철의 아라시야마 본선에 접속한다.
- 1942년 3월 2일: 노선의 계승으로 게이후쿠 전기 철도의 역이 됨.
- 1973년 3월 21일: 가타비라노쓰지 역 건물 준공.
- 2011년 3월 12일: 1번 승강장 남쪽에 지상 개찰구를 설치하고 지하 개찰구를 폐쇄. 1번 승강장과 2 ~ 4번 승강장을 잇는 구내 건널목 설치.

## 역 구조
상대식 승강장과 섬식 승강장 각 1면의 총 2면 4선의 지상역이다. 단선 승강장과 섬식 승강장 사이는 구내 건널목이나 지하도에서 오갈 수 있다. 개찰구는 1번 승강장(단선)에 면한 남쪽 지상에 있다. 유인 개찰만 개방되어 있기 때문에 자동 개찰기가 설치되지 않았지만 IC카드의 간이 처리기가 수레에 실린 상태로 두었다.
과거에는 지하에 개찰구와 역무실이 있었지만 2011년 배리어 프리화로 인하여 역 남쪽 지상으로 이설되었다. 이전에는, 개찰구에는 입장만 가능한 게이트가 설치되어 있었다.
지상에 있는 플랫폼 전체를 건물이 덮고 있어 일견 교상 역사처럼 보인다. 이 건물은 게이후쿠 전철 소유의 빌딩 "란덴 플라자 가타비라"의 임대에는 슈퍼 마켓의 "프레스코" 옷의 염가 판매점 "온센도", 100엔 숍 "이소" 등이 있다. 원래 선로 북쪽에만 점포 입구가 있었지만 역 남쪽에 신설의 개찰구가 설치되었기 때문에 개찰구 바로 앞에 계단만 점포 입구가 만들어졌다.
현재, 란덴 플라자 가타비라 남쪽에 접하고 존재하던 슈퍼 마켓 "교토 후생회"(포로로카)의 터는 교토 은행 가타비라노쓰지 지점이다.

### 승강장
| 1 | ■ 아라시야마 본선(하행) | 아라시야마 방면                                                   |
| 2 | ■ 아라시야마 본선(상행) | 시조오미야 방면                                                   |
| 3 | ■ 기타노 선             | 기타노하쿠바이초 방면(비수기에는 유치 차량 두는 곳)               |
| 4 | ■ 기타노 선             | 기타노하쿠바이초 방면                                             |
| 4 | ■ 아라시야마 본선(하행) | 아라시야마 방면(성수기 운전의 기타노하쿠바이초로부터의 직통 열차) |

- 단선 승강장에 1번 선이 있고 2번 선과 마주보고 있다.
- 섬식 승강장의 양쪽에 2,4번 선이 있어 2번 선의 동쪽에 절단형 플랫폼 3선이 있다.
- 2 ~ 4번 선은 동일 플랫폼 상에서 환승할 수 있다.
- 1번 선과 다른 플랫폼의 환승에는 구내 건널목 또는 지하도를 건너갈 필요가 있다.
- 기타노 선은 보통 4번 선을 사용한다. 다만, 성수기의 낮 시간대에 운전되는 기타노하쿠바이초 ~ 아라시야마 직통 열차는 배선의 관계상, 상하 방향 모두 4번 승강장 발착으로 기타노 선 회송 열차는 3번 선을 사용한다.
- 배선 관계상, 시조오미야 방면과 기타노하쿠바이초 방면의 상호 간 승강장에서 꺾여 직통 운전할 수는 없다. 일단, 역을 지나 아라시야마 방면으로 나아가 본선에 설치된 회차선을 이용하여 회송한다.

## 역 주변
- 우즈마사역(JR 사가노 선) - 북쪽으로 약 300m의 거리. 북서쪽 산인 본선 과선교(보행자・자전거용) 또는 동북쪽의 본 노선의 건널목을 건너다 약간 우회하게 된다.
- 우즈마사 병원
- 마쓰타케 촬영소
- 교토 시립 하치가오카 중학교
- 교토 부도 112호 니조 정거장 아라시야마 선
- 간무 천황 황자 나카노미야 다카하타 무덤
- 헤비쓰카 고분(일본 유수의 거대한 횡혈식 석실이 노출되는 6세기의 전방후원분)

## 사진

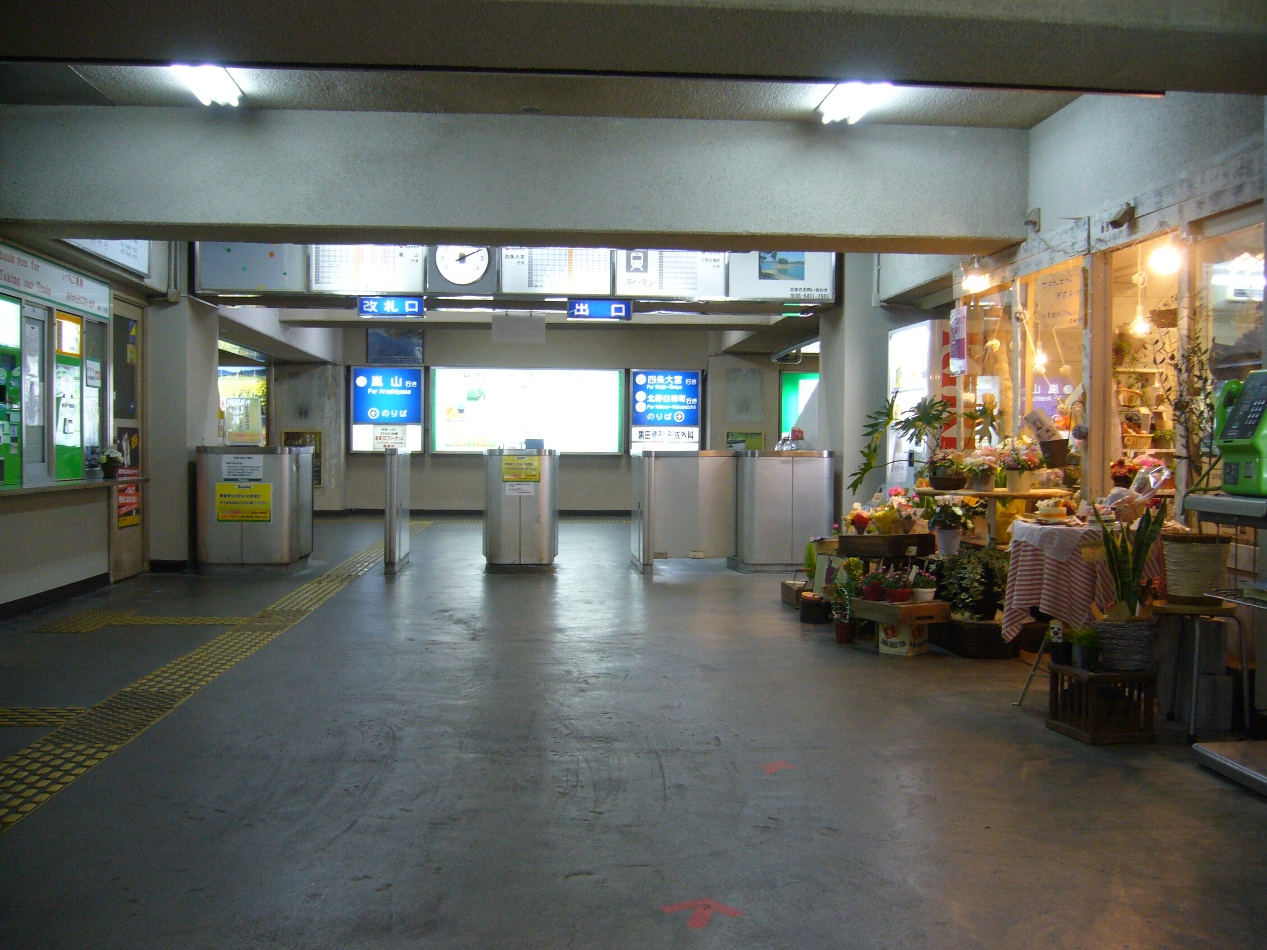
개찰구
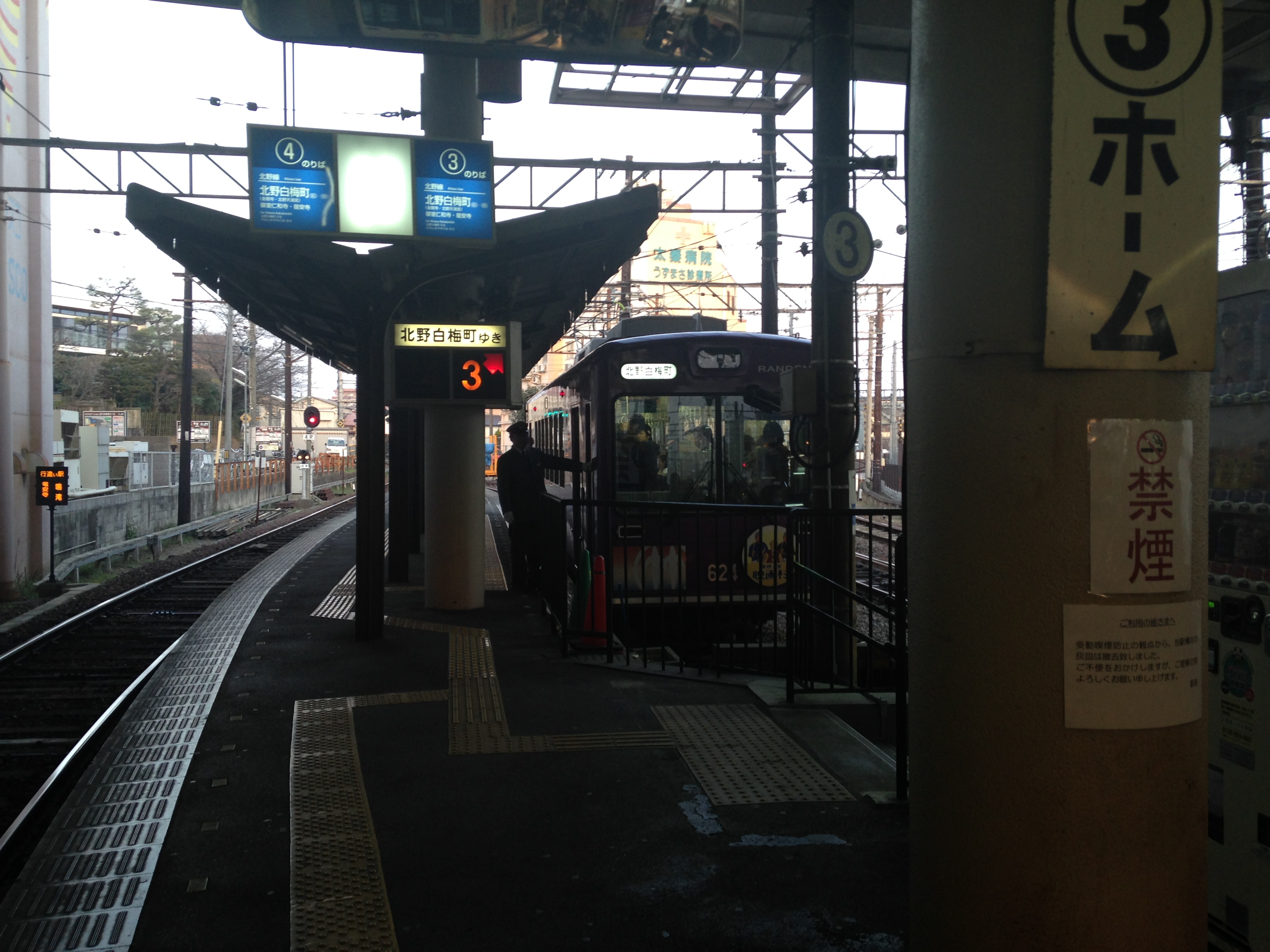
3,4번 승강장
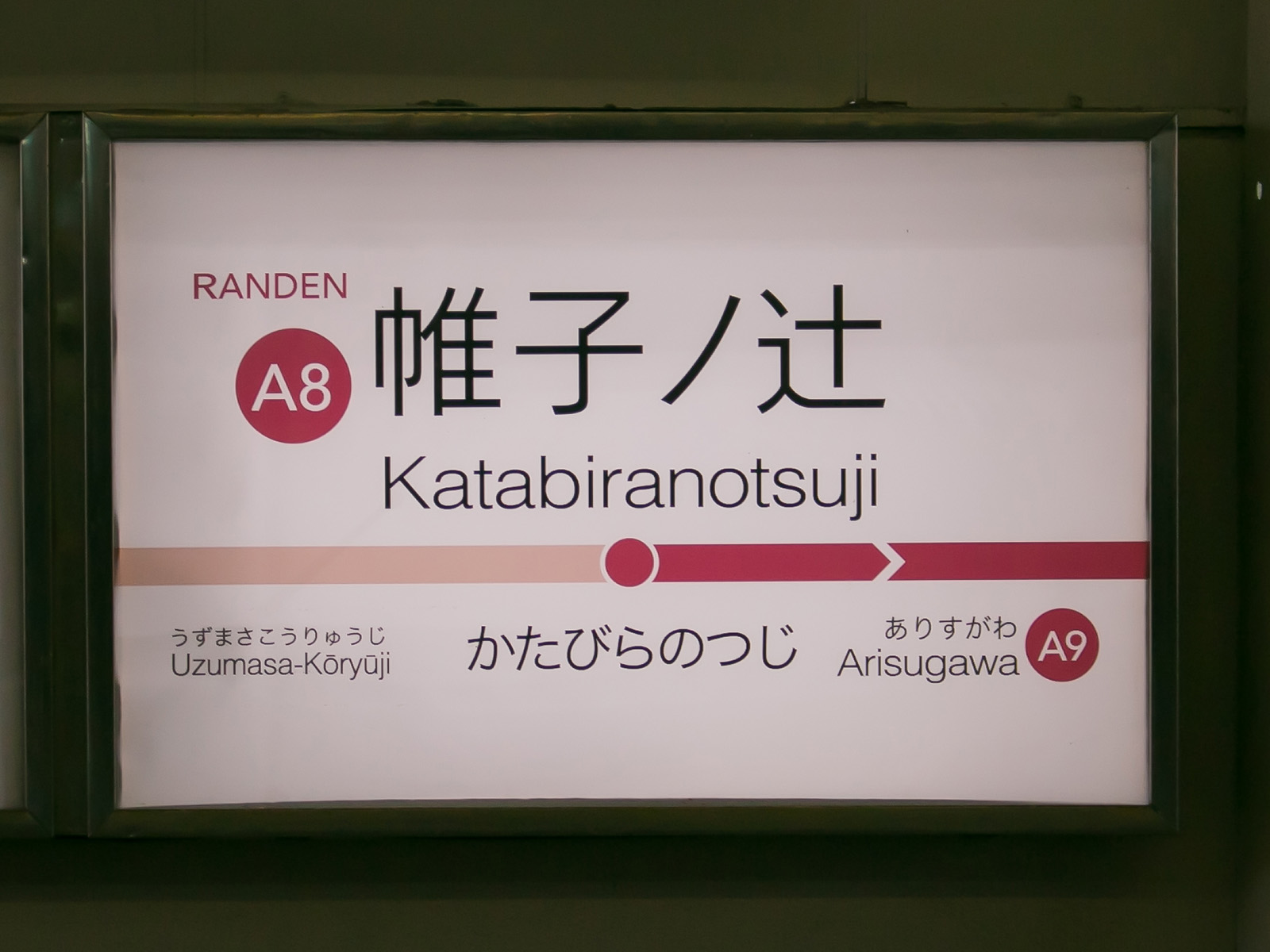
아라시야마 본선 역명판
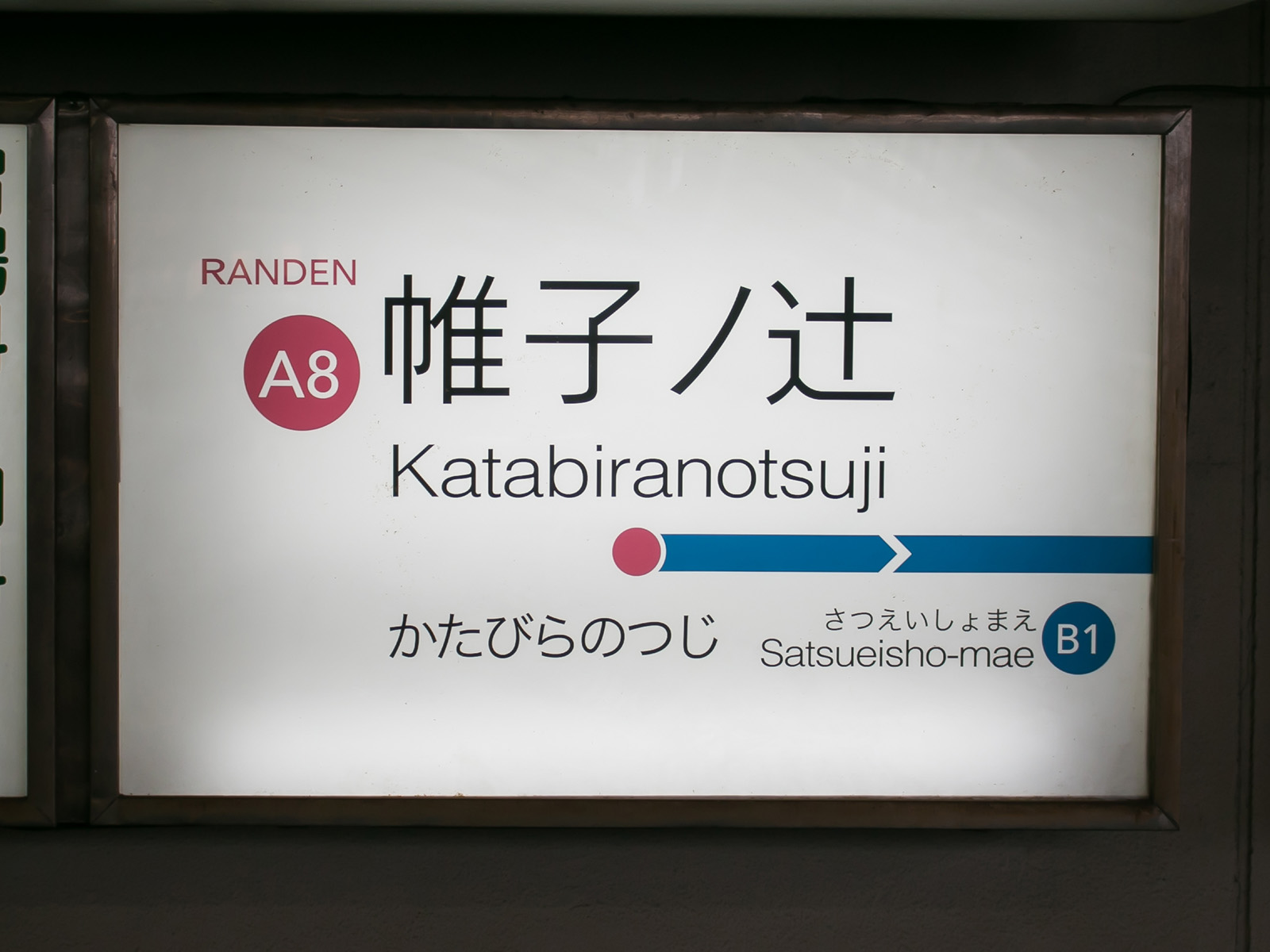
기타노 선 역명판

## 인접역
| 게이후쿠 전기 철도 ■ 아라시야마 본선    | 게이후쿠 전기 철도 ■ 아라시야마 본선 | 게이후쿠 전기 철도 ■ 아라시야마 본선 |
| --------------------------------------- | ------------------------------------ | ------------------------------------ |
| A7 우즈마사코류지 시조오미야 방면       |                                      | 아리스가와 A9 아라시야마 방면        |
| 게이후쿠 전기 철도 ■ 기타노 선          |                                      |                                      |
| B1 사쓰에이쇼마에 기타노하쿠바이초 방면 |                                      | 시·종착역                            |